# Calyptophilus
Calyptophilus (česky tangara, toto jméno je však využíváno pro více různých rodů) je rod pěvců řazený do samostatné čeledi Calyptophilidae. Zahrnuje pouze dva druhy endemitní na ostrově Hispaniola.

## Systematika
Za popisnou autoritu rodu Calyptophilus je považován americký přírodovědec Charles Barney Cory (1884). K roku 2024 IOC World Bird List uznává následující dvojici samostatných druhů:
- Calyptophilus frugivorus (Cory, 1883) – tangara plodožravá;
- Calyptophilus tertius Wetmore, 1929 – tangara dominikánská (někdy může být považována za konspecifickou s C. frugivorus[3]).

Ve starší literatuře je rod Calyptophilus často klasifikován v rámci početné čeledi tangarovitých (Thraupidae). Molekulárně-fylogenetické studie (Barker & kol., 2013; Oliveros & kol., 2019) jej však nepovažují za blízce příbuzný pravým tangarám, byť se podobně jako ony odvětvuje uvnitř širšího kladu sdružujícího zpěvné s devíti ručními letkami („nine-primaried oscine group“). V rámci novějších systémů proto rod Calyptophilus vystupuje jakožto jediný zástupce samostatné čeledi Calyptophilidae, jejíž popisnou autoritu představuje již americký přírodovědec Robert Ridgway (1907).
Rodové jméno Calyptophilus pochází z řeckých slov „kaluptēs“ a „philos“ ve významu „milující ukrývání se“.

## Popis
Tangary rodu Calyptophilus lze obecně charakterizovat jako středně velké pěvce s vodorovným držením těla; krátkými křídly; dlouhým, zakulaceným ocasem; a středně dlouhými končetinami. Hlava je přiměřeně velká, nese ji však mohutný krk. Zobák je rovný a na konci zašpičatělý. Celková velikost těla činí v případě tangary plodožravé 18–19 cm, tangara dominikánská je o něco málo větší, měří 20–21 cm. V případě obou druhů není vyvinuta znatelná pohlavní dvojtvárnost. Základní barva opeření se pohybuje v tmavě hnědých odstínech, spodní partie jsou spíše bělavé a šedavé. Na těle se objevují žluté znaky, včetně žlutého očního kroužku.

## Ekologie a chování
Oba dva druhy představují endemity ostrova Hispaniola v Karibském moři. Žijí v místních vlhkých lesích a pohybují se zejména ve skrytu podrostu, kde pátrají po hmyzu a jiné vhodné potravě. Ačkoli jedna ze dvou tangar nese druhové jméno „plodožravá“, plody ve skutečnosti tvoří spíše menšinový podíl jejího jídelníčku. Navzdory skrytému způsobu života jde o teritoriální ptáky, kteří si své území vymezují prostřednictvím hlasitého zpěvu, jenž tvoří směska hvízdavých tónů. Po většinu, či během celého roku zřejmě tito ptáci udržují stálé páry, o hnízdění je však známo jenom mizivé množství informací. Tangary dominikánské si asi 1 až 1,5 metru nad podrostem budují relativně objemné, nedbale postavené hnízdo klenutého tvaru. Jedna zaznamenaná snůška činila dvě vejce, jež se vyznačují světle modrým zbarvením s hnědavými skvrnkami. O vylíhnuté potomstvo se starají oba rodiče. V případě tangary plodožravé zůstávají informace o hnízdění ještě více sporé, hnízdní sezóna je však zřejmě u obou tangar shodná (květen až červenec).

## Ohrožení
Tangara plodožravá patří mezi téměř ohrožené druhy, tangara dominikánská mezi druhy zranitelné.